# Programme européen Prometheus
Pour les articles homonymes, voir Prometheus.
 (mai 2018).
Si vous disposez d'ouvrages ou d'articles de référence ou si vous connaissez des sites web de qualité traitant du thème abordé ici, merci de compléter l'article en donnant les références utiles à sa vérifiabilité et en les liant à la section « Notes et références ».

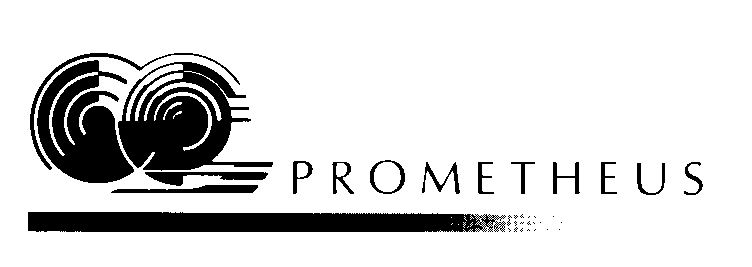
Logo officiel PROMETHEUS.

Le programme européen Prometheus (PROgraMme for a European Traffic of Highest Efficiency and Unprecedented Safety) fut lancé en 1987 dans le cadre des actions de recherches EUREKA.
Lancé à la demande de l’industrie automobile, en particulier allemande, Prometheus fut la première initiative de recherche européenne de grande envergure en vue d'améliorer la circulation routière à long terme aussi bien pour ce qui concerne le véhicule que l'infrastructure.
Il s'agissait donc d'aider un certain nombre de projets réalisant une approche système où tous les éléments du système sont appelés à coopérer entre eux. Les objectifs fixés étaient le «développement de concepts et de solutions aptes à rendre le trafic routier plus sûr, plus efficace, plus économique et moins polluant».
Ce programme essentiellement prospectif et futuriste qui dura jusqu'en 1995 a néanmoins permis de définir de multiples applications télématiques portées par la notion de véhicule intelligent, bien qu’à l’époque la technologie n’ait été que très partiellement disponible.
Parmi les projets les plus notables financés par ce programme il faut retenir, le développement de capteurs et de logiciels dédiés aux aides à la conduite comme les régulateurs de vitesse dynamiques, les aides à la navigation et même le développement de véhicules autonomes.